# Kleinbahn Tirschtiegel–Dürrlettel
| Kursbuchstrecke: | 216 (1929/30)        |                           |                           |
| Streckenlänge: | 8,7 km               |                           |                           |
| Spurweite: | 1435 mm (Normalspur) |                           |                           |
| Maximale Neigung: | 7,6 ‰                |                           |                           |
| |                      |                           |                           |
| \| \| \| von Meseritz \| \| \| \| 0,0 \| Dürrlettel \| Dürrlettel \| \| \| \| nach Neu Bentschen \| \| \| \| \| Reichsstraße 97 \| \| \| \| 5,5 \| Eschenwalde \| Eschenwalde \| \| \| 8,7 \| Tirschtiegel Kleinbahnhof \| Tirschtiegel Kleinbahnhof \| |                      |                           |                           |
| Strecke |                      | von Meseritz              | von Meseritz              |
| Bahnhof | 0,0                  | Dürrlettel                | Dürrlettel                |
| Abzweig ehemals geradeaus und nach rechts |                      | nach Neu Bentschen        | nach Neu Bentschen        |
| Bahnübergang (Strecke außer Betrieb) |                      | Reichsstraße 97           | Reichsstraße 97           |
| Haltepunkt / Haltestelle (Strecke außer Betrieb) | 5,5                  | Eschenwalde               | Eschenwalde               |
| Kopfbahnhof Streckenende (Strecke außer Betrieb) | 8,7                  | Tirschtiegel Kleinbahnhof | Tirschtiegel Kleinbahnhof |

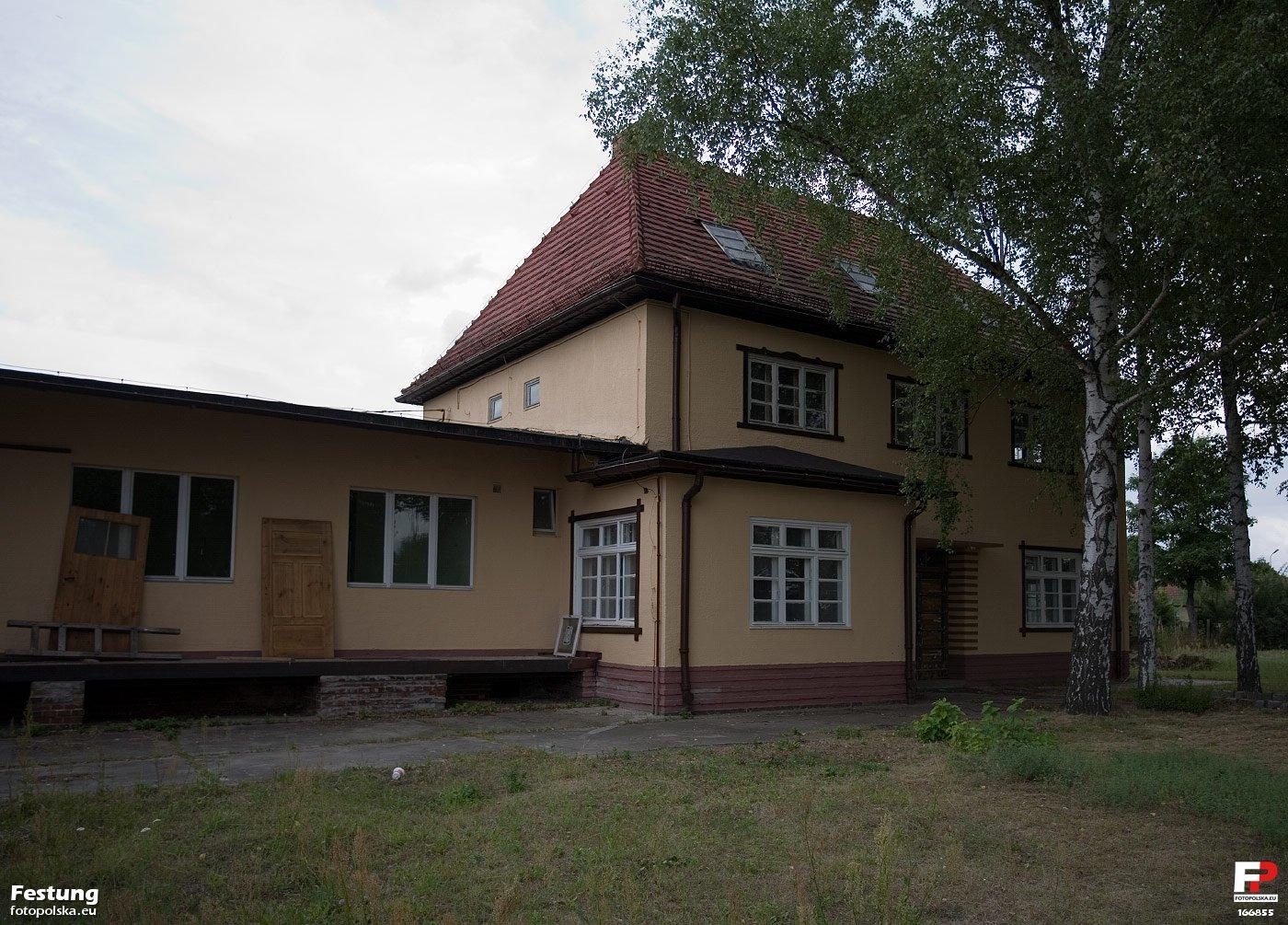
Ehemaliger Kleinbahnhof Tirschtiegel

Die Kleinbahn-AG Tirschtiegel–Dürrlettel entstand nach dem Ersten Weltkrieg, um der Kleinstadt Tirschtiegel im Landkreis Meseritz nach der Grenzziehung des Jahres 1920 weiterhin einen Anschluss an das deutsche Eisenbahnnetz zu sichern.
Gemäß dem Versailler Vertrag (1919) wurde der größte Teil der preußischen Provinz Posen der Republik Polen zugeteilt. Der Kreis Meseritz samt der Stadt Tirschtiegel blieb beim Deutschen Reich und wurde der Provinz Grenzmark Posen-Westpreußen unterstellt. Die Bahnstrecke Birnbaum – Bentschen mit dem Bahnhof Tirschtiegel lag nunmehr jedoch auf polnischem Territorium.
Daher gründeten das Deutsche Reich, der Preußische Staat, die Provinz Grenzmark Posen-Westpreußen, der Kreis Meseritz und die Stadt Tirschtiegel die Kleinbahn-AG Tirschtiegel – Dürrlettel, die am 13. September 1929 eine 8,7 Kilometer lange Stichbahn eröffnete, die am Bahnhof Dürrlettel von der Strecke Meseritz – Neu Bentschen abzweigte. Der Anschlussbahnhof hieß zwischen 1920 und 1929 Dürrlettel-Tirschtiegel und hatte zeitweise eine Busverbindung nach Tirschtiegel.
Den Betrieb führte die Reichsbahndirektion Osten in Frankfurt an der Oder. Der Fahrplan 1929/30 sah vier Zugpaare täglich vor. Jedoch gab man den Personenverkehr bereits am 15. Februar 1932 wieder auf, weil die meisten Reisenden die direkte Kraftpostlinie von Tirschtiegel nach der Kreisstadt Meseritz benutzten. Als während des Zweiten Weltkrieges die Grenze aufgehoben wurde, entfiel ab 31. Mai 1941 auch der Güterverkehr auf der Kleinbahn und die Strecke wurde wieder abgebrochen.
Die Bahntrasse ist in voller Länge heute noch deutlich in der Landschaft erkennbar. Das Bahnhofsgebäude in Eschenwalde existiert nicht mehr. Das Bahnhofsgebäude am westlichen Ortsrand von Tirschtiegel steht zwar auf dem Gelände eines holzverarbeitenden Unternehmens leer, ist jedoch sehr gut erhalten. Insbesondere der ehemalige Schalterraum ist fast original erhalten.